# Sigma Harmonics
Sigma Harmonics (яп. シグマ・ハーモニクス Сигума Хамоникусу) — японская ролевая игра, выпущенная компанией Square Enix в 2008 году для портативного устройства Nintendo DS. Игрок управляет персонажем с помощью стилуса, развернув консоль в положение «книжкой», перемещает героя в прошлое, чтобы расследовать произошедшие убийства.

## Разработка
Разработкой занималась небольшая компания Think Garage, ранее известная по играм серии Itadaki Street и Lord of Vermilion, ключевые фигуры авторского состава были задействованы при производстве игры Dirge of Cerberus: Final Fantasy VII. Продюсером выступил Ёсинори Китасэ, в то время как директором — Хироки Тиба, до этого они уже успели поработать совместно над проектом Chrono Trigger. Тиба отмечал, что игра создавалась под впечатлением от произведений японских писателей детективного жанра, таких как Сэйси Ёкомидзо и Эдогава Рампо. Дизайнером персонажей был назначен Юсаку Накааки, Тиба принципиально настоял на этой кандидатуре, заявив Китасэ, что «отказаться от рисунков Накааки было бы ужасным упущением, даже несмотря на присутствие в штате Square Enix других замечательных художников».

## Саундтрек
Музыку для Sigma Harmonics написал композитор Масаси Хамаудзу, среди наиболее известных его работ такие игры как SaGa Frontier 2, Final Fantasy X, Unlimited Saga и Dirge of Cerberus: Final Fantasy VII. Главных героев озвучили сэйю Дайсукэ Оно и Ая Хирано.

## Отзывы
| Иноязычные издания | Иноязычные издания |
| Издание            | Оценка             |
| ------------------ | ------------------ |
| Famitsu            | 31/40              |

Игра дебютировала в японском чарте на восьмой позиции, за первую неделю после релиза были проданы 23 тысячи копий, к 30 сентября 2008 года продажи в Японии составили 70 тысяч копий. Авторитетный игровой журнал Famitsu дал игре 31 балл из 40.